# 27 mars 2006
Le lundi 27 mars 2006 est le 86e jour de l'année 2006.

## Décès
- Dan Curtis (né le 12 août 1927), cinéaste américain
- Edgard Naccache (né le 15 décembre 1917), peintre tunisien
- Ian Hamilton Finlay (né le 28 octobre 1925), artiste-paysager et poète écossais
- Lyn Nofziger (né le 8 juin 1924), conseiller du président américain Ronald Reagan
- Paweł Parniak (né le 27 février 1890), supercentenaire polonais
- Peter Wells (né le 31 décembre 1946), guitariste australien
- Pierre Monnier (né le 15 avril 1911), éditeur français
- Rudolf Vrba (né le 11 septembre 1924), médecin pharmacologue canadien d'origine slovaque, principalement connu pour son rapport sur le camp d'Auschwitz, rédigé avec Alfred Wetzler
- Stanislas Lem (né le 12 septembre 1921), écrivain de science-fiction polonais
- Wayne Boden (né en 1948), tueur en série et violeur canadien
- Werner Camichel (né le 26 janvier 1945), bobeur suisse

## Événements
- États-Unis : Zacarias Moussaoui, Français accusé d'être lié aux attentats du 11 septembre 2001, fait sensation lors de son procès, en prenant la parole, contre l'avis de ses avocats, pour témoigner. Il affirme qu'il était censé détourner un cinquième avion avec Richard Reid le 11 septembre 2001 et le précipiter sur la Maison-Blanche.
- Philippines : L'explosion d'une bombe artisanale dans un magasin fait au moins neuf morts et une vingtaine de blessés, sur l'île de Jolo, dans le sud des Philippines. L'attentat n'a pas été revendiqué, mais la police soupçonne le mouvement islamiste Abu Sayyaf, lié à Al-Qaïda.
- Nigéria : Libération de 3 otages (deux Américains et un Britannique).
- Liberia : La présidente du Liberia, Ellen Johnson Sirleaf, souhaite que l’ex-président libérien, Charles Taylor, en exil au Nigeria, soit directement extradé en Sierra Leone où il est accusé de crimes de guerre et de crimes contre l’humanité par le Tribunal spécial pour la Sierra Leone.
- Haïti : Lors d’une intervention devant le Conseil de sécurité des Nations unies, le président élu haïtien, René Préval - qui entrera officiellement en fonction le 14 mai suivant - appelle la communauté internationale à poursuivre son assistance à long terme à son pays, et souhaite que la MINUSTAH participe au renforcement de la police et du système judiciaire ainsi qu’au processus de désarmement et de démobilisation des bandes armées.
- Égypte : Fatma Mahmoud Youssef Sabra, jeune Égyptienne de 30 ans originaire d'un village de la province de Qalyoubia, à 20 km au nord du Caire - la même région que la première victime humaine de la maladie - meurt de la grippe aviaire, dans un hôpital du Caire où elle avait été admise deux semaines auparavant. C'est la seconde victime humaine de la maladie depuis son apparition en Égypte, un mois plus tôt.
- Création de la chaîne de télévision espagnole La Sexta
- Sortie du jeu vidéo Eets
- Sortie du jeu vidéo Full Spectrum Warrior: Ten Hammers
- Sortie de l'épisode In extremis de la série Prison Break
- Sortie de l'album Show Your Bones de Yeah Yeah Yeahs
- Sortie de la chanson Suffer Well de Depeche Mode
- Sortie de la chanson L'amour n'est rien… de Mylène Farmer
- Fin de la série télévisée Martin Mystère
- Création de Wikipédia en piémontais
- Création des villes japonaises : Amakusa, Happō et Yokoshibahikari